# Henri-Antoine Jardon

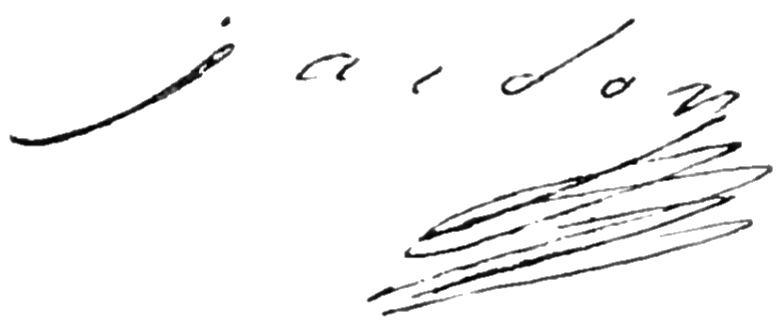
Signatur

Henri-Antoine Jardon (* 3. Februar 1768 in Verviers; † 25. März 1809 bei Guimarães) war ein französischer Général de brigade der Infanterie.

## Leben
Jardon war das jüngste von neun Kindern des Verwaltungsbeamten Henri A. Jardon und dessen Ehefrau Elisabeth L. Sechehaye. Begeistert von den Idealen der Revolution schloss er sich 1789 der Armee an. Er konnte sich in Kämpfen in Österreich und später in Belgien durch Tapferkeit auszeichnen und machte schnell Karriere. Als am 27. April 1792 in Givet die Belgische Legion aufgestellt wurde, konnte er ihr im Rang eines Capitaines beitreten.
Später diente er im Stab von General Charles-François Dumouriez und wurde mit Wirkung vom 23. März 1794 zum General befördert. In Folge hatte er mehrere Kommandos unter André Masséna und Jean-Victor Moreau und nahm an Feldzügen u. a. nach Graubünden teil. Nach dem Frieden von Lunéville (9. November 1801) kehrte er nach Frankreich zurück.
Ein Angebot General Joachim Murats, sich seiner Italienarmee anzuschließen, schlug er aus. Ab 1808 war er an den Napoleonischen Kriegen in Spanien beteiligt. Von dort aus ging er unter Befehl von Marschall Nicolas Jean-de-Dieu Soult nach Portugal. Er kämpfte u. a. bei Braga (20. März 1809) und Negrelos (25. März 1809). In letzterer ist Jardon gefallen; im Alter von 41 Jahren starb er am 25. März 1809 in Guimarães und fand dort auch seine letzte Ruhestätte.

## Ehrungen
- 14. Juni 1804 Commandeur der Ehrenlegion
- Sein Name findet sich am westlichen Pfeiler (38. Spalte) des Triumphbogens am Place Charles-de-Gaulle (Paris).